# Tropy środkowodewońskich czworonogów z Zachełmia
Tropy środkowodewońskich czworonogów z Zachełmia – ichnoskamieniałości odnalezione w latach 2002–2008 na terenie nieczynnego kamieniołomu w Zachełmiu, w północnej części Gór Świętokrzyskich, około 10 km na północ od Kielc. Ich wiek ocenia się na około 390 mln lat, co sugeruje, że pozostawiły je prawdopodobnie najstarsze znane czworonogi (tetrapody). Pierwsze tropy odnalazł w 2002 roku Grzegorz Niedźwiedzki. Do 2008 roku Niedźwiedzki wraz z Piotrem Szrekiem odkryli znacznie więcej śladów – w ich naukowym opisie uczestniczyli również Katarzyna i Marek Narkiewiczowie oraz Per Ahlberg. Odkrycie śladów wczesnych tetrapodów w Zachełmiu wpłynęło na zmianę hipotezy dotyczącej zarówno ewolucji tej grupy, jak i czasu pierwszego wyjścia jej przedstawicieli na ląd.

## Opis
W Zachełmiu odkryto bardzo liczne tropy poruszających się zwierząt, różniące się rozmiarem i cechami, a także dużą liczbę izolowanych odcisków oraz gęsto zadeptaną powierzchnię. Kształt odcisków różni się w zależności od wielkości zwierzęcia i sposobu, w jaki się poruszało, oraz od typu podłoża. Tropy oznaczone numerem katalogowym Muz.PGI 1728.II.16 pod wieloma względami przypominają inne ślady dewońskich tetrapodów, takie jak tropy z wyspy Valentia, Tarbat Ness lub Genoa River – we wszystkich ślady stóp ułożone są naprzemiennie i nie występują odciski ciała, co dowodzi, że wykonały je czworonogi stojące pewnie na nogach i nieszurające brzuchem po ziemi. Wnioskując na podstawie typowych rozmiarów wczesnych tetrapodów, długość zwierzęcia, które pozostawiło tropy Muz.PGI 1728.II.16, ocenia się na około 40–50 cm. Muz.PGI 1728.II.15 są odmiennym typem śladów – wykonało je mniejsze zwierzę, najprawdopodobniej poruszające kończynami równolegle, a nie naprzemiennie, jak Muz.PGI 1728.II.16. Możliwe, że pozostawił je tetrapod znajdujący się częściowo pod wodą i wykorzystujący tylko jedną parę kończyn do poruszania. Pojedyncze tropy odnalezione w Zachełmiu mierzą przeciętnie około 15 cm szerokości, co sugeruje, że wykonało je zwierzę mierzące około 2,5 m długości. Największy odkryty ślad – Muz.PGI 1728.II.5 – ma 26 cm szerokości. Niektóre spośród odnalezionych tropów bardzo przypominają ślady przypisywane ichtiostegom i akantostegom. Analizy porównawcze mobilności kończyn ichtiostegi sugerują jednak, że takson ten, a także tetrapody o zbliżonej budowie szkieletu i ruchliwości kończyn, nie mogły pozostawić tropów takich, jak te z Zachełmia. Prawdopodobnie tropy z Zachełmia pozostawiły zwierzęta brodzące, wędrujące po dnie laguny lub pływające.

## Historia odkryć

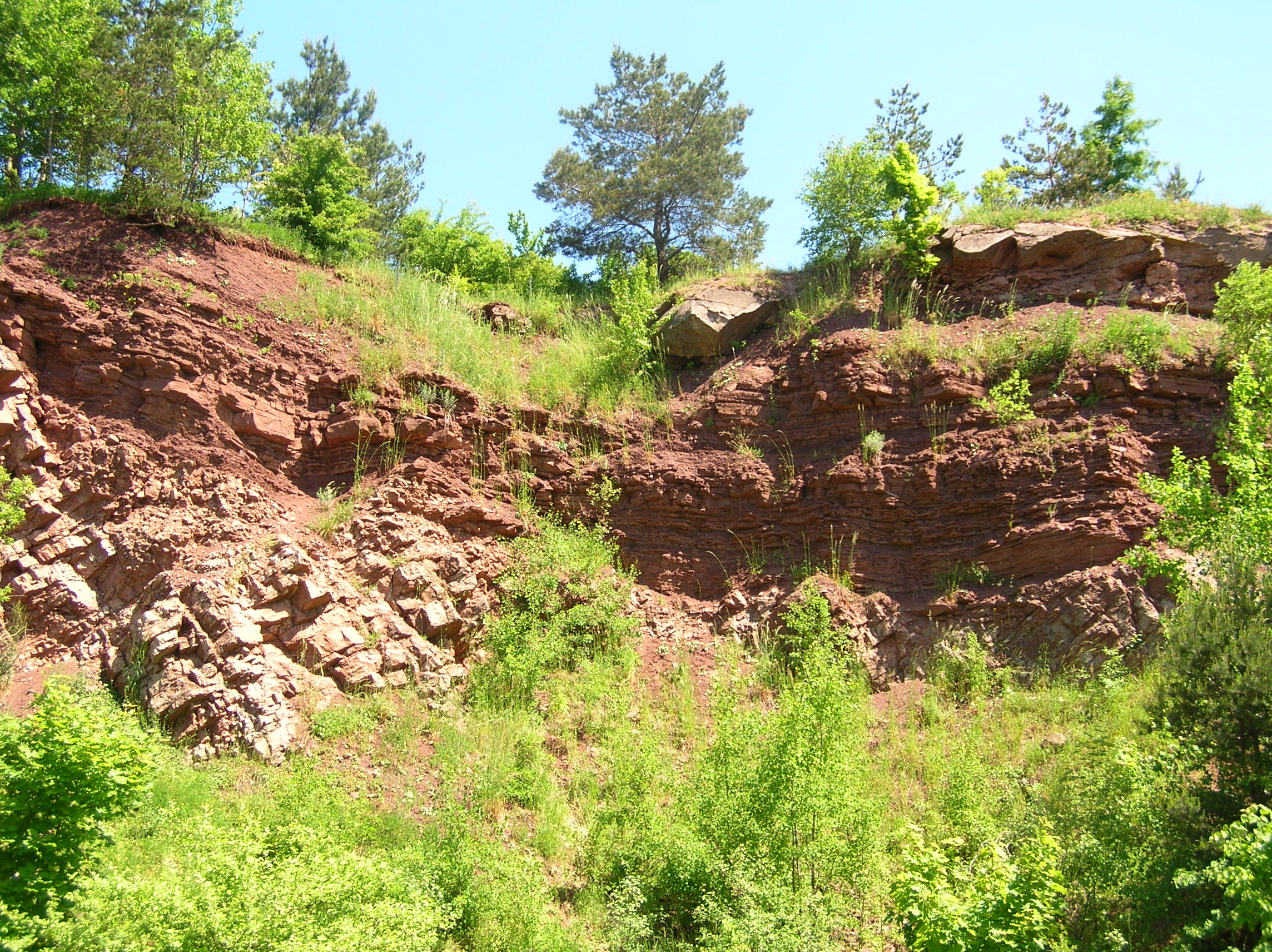
Nieczynny kamieniołom w Zachełmiu, w którym odkryto środkowodewońskie tropy tetrapodów

Najlepiej zachowane tropy zostały odnalezione w 2008 roku przez Grzegorza Niedźwiedzkiego. Początkowo Niedźwiedzki sądził, że należą one do ryb mięśniopłetwych, i zamierzał wysłać artykuł opisujący te ślady do któregoś z polskich czasopism. Paleontolog uważał odkrycie za istotne i w maju 2009 roku wysłał e-mail do Pera Ahlberga – szwedzkiego paleontologa z Uniwersytetu w Uppsali, specjalizującego się w badaniu ewolucji ryb w tetrapody. Ahlberg zidentyfikował odciski palców – które nie występują u mięśniopłetwych – i stwierdził, że tropy mogą należeć do czworonogów, a także zasugerował, iż odkrycie Niedźwiedzkiego trafi do podręczników na kolejne 50 lat. Artykuł Niedźwiedzkiego, Ahlberga oraz Piotra Szreka, Katarzyny i Marka Narkiewiczów – pozostałych naukowców badających ślady z Zachełmia – ostatecznie ukazał się 7 stycznia 2010 roku na łamach tygodnika „Nature”. Odkrycie było szeroko komentowane w mediach, Państwowy Instytut Geologiczny 7 stycznia zorganizował konferencję prasową Na tropach pierwszych czworonogów, a na stronie nature.com opublikowano opowiadający o odkryciu film Walking with tetrapods (pol. Wędrówki z czworonogami).

## Implikacje
Według konsensusu panującego wśród paleontologów przed publikacją Niedźwiedzkiego i współpracowników pierwsze tetrapody wyewoluowały około 385–380 mln lat temu. Tropy odkryte w kamieniołomie w Zachełmiu datowano początkowo na wczesny eifel, około 395 mln lat, co oznaczałoby, iż są starsze o około 18 mln lat niż najstarsze znane szczątki czworonogów i około 10 mln od najstarszych skamieniałości Elpistostegidae – grupy, z której przedstawicieli miały powstać tetrapody. Późniejsze zmiany w tabeli stratygraficznej sprawiły, że wiek tropów z Zachełmia oceniano na 390–391 mln lat, co oznaczałoby, że są starsze od śladów z wyspy Valentia o nie więcej niż 5 mln lat (utrzymano datowanie tropów z Zachełmia na eifel, jednakże w tabeli stratygraficznej zmienił się zasięg wiekowy eiflu). Według pierwotnej interpretacji ślady z Zachełmia pochodziły z osadów płytkich lagun oddzielonych od otwartego morza rzadko porośniętymi wyspami i cyplami. Laguny były głębokie na najwyżej kilka metrów, a woda – dobrze natleniona i ciepła (ok. 30 °C). Początkowo zaproponowano, że zwierzęta pozostawiające ślady miały poruszać się w czasie odpływu między stawami pływowymi z uwięzionymi w nich stworzeniami będącymi pożywieniem twórców tropów, jednak później zarzucono tę hipotezę, ponieważ w Zachełmiu nie odkryto dowodów na występowanie pływów. Tak czy inaczej, stoi to w sprzeczności z wcześniejszym poglądem na ewolucję wczesnych tetrapodów, według którego wyewoluowały one prawdopodobnie w słodkowodnym lub słonawym środowisku w odpowiedzi na modyfikacje ekosystemów lądowych i nadwodnych, związane z intensywnym rozwojem roślinności. Odkrycie tropów z Zachełmia znacząco wpływa na hipotezy dotyczące pochodzenia czworonogów – z pewnością wyewoluowały one przed eiflem, były też znacznie większe, niż wcześniej sądzono, i żyły w innych środowiskach. Paleontolodzy Philippe Janvier i Gaël Clément porównali odkrycie do wrzucenia granatu w dotychczasowy obraz przekształcenia ryb w czworonogi. Per Ahlberg ocenił publikację opisującą tropy z Zachełmia jako najważniejszą w jego ponaddwudziestoletniej karierze jako paleontologa. Natomiast Swartz (2012) zalecił ostrożność przy wyciąganiu wniosków z odkrycia śladów z Zachełmia; jego zdaniem podobne tropy mogli pozostawić przedstawiciele Sarcopterygii nienależący do Tetrapoda. Również według amerykańskiego paleontologa Spencera Lucasa tropy z Zachełmia są dziełem ryb, a nie czworonogów; interpretację tę opublikowało w 2015 specjalizujące się w ichnologii czasopismo Ichnos.
Z badań Qvarnströma i współpracowników (2018) nad osadami, w których odkryto tropy z Zachełmia wynika, że wbrew pierwotnej interpretacji osady te nie są pozostałością po lagunach, lecz po jeziorach okresowych położonych w niedalekiej odległości od morza, ale oddzielonych od niego. Zdaniem autorów występowanie w takim środowisku kręgowców, które zostawiły tropy z Zachełmia wskazuje, że zwierzęta te były zdolne do przemieszczania się po lądzie; zwierzęta mogły żywić się rybami i bezkręgowcami zasiedlającymi pobliskie morze, jak również żyjącymi na lądzie stawonogami – ale uzyskanie dostępu do tych źródeł pokarmu wymagało opuszczania jeziora i przemieszczania się drogą lądową. Powyższe zdaniem autorów wspiera interpretację tropów z Zachełmia jako pozostawionych przez przedstawicieli grupy Tetrapoda.